# Publi Numitori
Publi Numitori (llatí: Publius Numitorius) va ser un magistrat romà del segle v aC. Formava part de la gens Numitòria, una antiga gens romana d'origen plebeu.
Era l'oncle de Virgínia que va provar de resistir la sentència del decemvir Api Claudi Cras que l'havia volgut seduir. Va ser elegit tribú de la plebs després de l'expulsió d'aquest decemvir l'any 449 aC. Com a tribú va dirigir l'acusació contra Espuri Opi Còrnicen, un dels membres del segon decemvirat.